# Turistická značená trasa 1010
 Turistická značená trasa 1010 je modře vyznačená 8 kilometrů dlouhá pěší trasa Klubu českých turistů vedená z křižovatky U Matěje přes Lysolaje do Dolní Šárky. Cestou překonává několik převýšení.

## Popis trasy
Od rozcestí U Matěje vede trasa východním směrem a následným sestoupáním do Šáreckého údolí. Odtud vystoupá nejdřív mezi vilami a poté loukami a lesem až na plošinu u pole, kde je rozcestí. Odtud se vydá na západ, přejde silnici 240 do Horoměřic a pokračuje k dalšímu rozcestí. Spolu s cyklostezkou a zeleně značenou trasou vede na sever a u dalšího rozcestí odbočí na východ. Opět přejde silnici do Horoměřic a úvozovou cestou dojde k lesu. Lesem projde kolem přírodní památky „Housle“, sestoupá do údolí, spolu s Naučnou stezkou Housle projde kolem obnoveného ovocného sadu a dojde ke kapli s pramenem v Lysolajích. Obcí vede jihovýchodně k vodní nádrži a kolem bývalého hospodářského statku, za kterým dojde k lesu a zalesněnou strání sestoupá do Šáreckého údolí, kde končí.
| Km  | Místo            | Navazující a křižující trasy | Nadm. výška |
| --- | ---------------- | ---------------------------- | ----------- |
| 0   | U Matěje (bus)   | 0043                         | 272 m       |
| 1   | Na Mlýnku        |                              | 209 m       |
| 2   | V Pískách        | 0043                         | 318 m       |
| 3   | Nad Truhlářkou   | 0043, 3012                   | 333 m       |
| 3,5 | K oříškům        | 3012                         | 340 m       |
| 5   | Housle           |                              | 328 m       |
| 6   | Lysolaje (bus)   |                              | 254 m       |
| 7,5 | Nad dolní Šárkou | 0043                         | 283 m       |
| 8   | Dolní Šárka      | 0043                         | 191 m       |

## Zajímavá místa
- Kostel svatého Matěje
- Mlýnek - vodní mlýn
- Nad mlýnem - přírodní památka
- Housle - přírodní památka
- Kaple Panny Marie Sedmibolestné
- Fuchsův statek
- Dolní Šárka - přírodní památka
- Šatovka - bývalá viniční usedlost a výletní hostinec
- Malý mlýnek - vodní mlýn

## Veřejná doprava
Cesta začíná u zastávky MHD U Matěje. Vede kolem zastávek MHD Na Mlýnku a Lysolaje a končí u zastávky MHD Šatovka.